# Chester Thompson
Chester Cortez Thompson (Baltimora, 11 dicembre 1948) è un batterista statunitense.

## Biografia
Chester Thompson si affermò suonando in tour in una delle più apprezzate formazioni allestite da Frank Zappa fra il 1973 e il 1974.
Con Zappa partecipò all'incisione di album come One Size Fits All e Roxy & Elsewhere.
Nel 1977 partecipò al tour mondiale dei Genesis dal quale fu tratto il doppio live Seconds Out come secondo batterista; la sua collaborazione col gruppo inglese durò fino al 1993, e successivamente con la riunione del Turn It On Again: The Tour del 2007. Nel periodo intermedio collaborò strettamente con Phil Collins, che aveva iniziato a dedicarsi parallelamente ai Genesis a una carriera solista, partecipando alle registrazioni ma soprattutto ai tour (dal 1982/1983). Durante il periodo di silenzio dei Genesis, Thompson segue Collins, suonando per esempio nel First Final Farewell Tour del 2004/2005.

Con Steve Hackett incide Please Don't Touch e Genesis Revisited, mentre con Tony Banks l'album A Curious Feeling.

Nel 1991 pubblica il primo album da solista, A Joyful Noise. Nel 2013 pubblica invece Approved, accreditato al Chester Thompson Trio.

Resta comunque legato all'esperienza maturata con i Weather Report con i quali suona come componente fisso nella metà degli anni settanta.
Altri artisti e gruppi con i quali Thompson ha collaborato sono: Ahmad Jamal, Peter Cetera, Neil Diamond, Chris Catena, Julim Barbosa, Bee Gees, Flora Purim, Ben E. King, Freddie Hubbard e Joe Henderson.
Il suo stile è ampiamente considerato, e lo si può apprezzare anche in numerosi video dei Genesis, dagli anni 70 fino ad oggi; durante la sua carriera ha suonato batterie Ludwig (1970-1977), Pearl (1977-1987), Sonor (1990–1999) e piatti Paiste; attualmente suona batterie DW e piatti Sabian.